# Glochidion ambiguum
Glochidion ambiguum är en emblikaväxtart som beskrevs av Airy Shaw. Glochidion ambiguum ingår i släktet Glochidion och familjen emblikaväxter. Inga underarter finns listade i Catalogue of Life.